# هال آشبي
هال آشبي (بالإنجليزية: Hal Ashby)‏ (مواليد 2 سبتمبر 1929 - الوفاة 27 ديسمبر 1988) هو مخرج أمريكي بدأ مسيرته الفنية عام 1956. كما أنه من الفائزين بجوائز الأوسكار.

## الأعمال
- 1973: آخر التفاصيل
- 1975: شامبو
- 1976: الاتجاه إلى المجد
- 1978: العودة للديار
- 1979: أن تكون هناك

## وصلات خارجية
- هال آشبي على موقع IMDb (الإنجليزية)
- هال آشبي على موقع الموسوعة البريطانية (الإنجليزية)
- هال آشبي على موقع مونزينجر (الألمانية)
- هال آشبي على موقع ألو سيني (الفرنسية)
- هال آشبي على موقع تيرنر كلاسيك موفيز (الإنجليزية)
- هال آشبي على موقع أول موفي (الإنجليزية)
- هال آشبي على موقع قاعدة بيانات الأفلام السويدية (السويدية)
- هال آشبي على موقع إن إن دي بي (الإنجليزية)
- هال آشبي على موقع قاعدة بيانات الفيلم (الإنجليزية)
- هال آشبي على موقع كينوبويسك (الروسية)